# 山縣有信
山縣 有信（やまがた ありのぶ、1918年〈大正7年〉8月15日 - 1974年〈昭和49年〉7月22日）は、日本の政治家。栃木県矢板市長を務めた。

## 経歴
明治の元勲山縣有朋の曾孫（山縣有道の長男）として東京府で生まれる。学習院高等科を経て、九州帝国大学法文科を卒業。卒業後の1942年（昭和17年）、日本興業銀行に入るが、同年、第1期海軍兵科予備学生として海軍に入った。終戦直後の1945年（昭和20年）11月1日、父の死去に伴い、公爵を襲爵する。1946年（昭和21年）復員し、日本興業銀行に復職する。翌1947年（昭和22年）、同行を退職し、栃木県矢板町の山縣農場の経営に取り組む。
1963年（昭和38年）、矢板市長選挙に立候補し、初当選、以来連続3期務める。市長時代は上水道の供給、市民体育館の落成、消防署の完成、市民プールの開設、市内の小中学校の改築や増築、プールの設置、運動場の起工など教育や市民生活の向上に力を入れた。しかし、3期途中の1974年（昭和49年）、脳出血のため死去した。

## 親族
- 養曽祖父：山縣有朋[3]
- 祖父：山縣伊三郎 - 有朋の養子、甥。内務官僚[3]。
- 父：山縣有道 - 式部官[3]
- 母：鞭子（前田利同二女）[3]
- 妻：今成睦子 - 財団法人山縣有朋記念館理事長、NPO法人Mori Moriネットワーク代表
  - 長男・有德(1948年10月4日生[6])
    - 孫・有茂(1979年4月7日生[6])
    - 孫・有孝(1983年8月4日生[6])

  - 長女・眞紀子(竹内鉱二夫人、1951年1月24日生[6])
  - 次女・由紀子(1953年6月30日生[6])